# Ludfordium
| ❮ | System    | Serie      | Stufe        | ≈ Alter (mya) |
| ❮ | später    | später     | später       | jünger        |
| - | --------- | ---------- | ------------ | ------------- |
| ❮ | S i l u r | Pridoli    | Pridolium    | 419,2 ⬍ 423   |
| ❮ | S i l u r | Ludlow     | Ludfordium   | 423 ⬍ 425,6   |
| ❮ | S i l u r | Ludlow     | Gorstium     | 425,6 ⬍ 427,4 |
| ❮ | S i l u r | Wenlock    | Homerium     | 427,4 ⬍ 430,5 |
| ❮ | S i l u r | Wenlock    | Sheinwoodium | 430,5 ⬍ 433,4 |
| ❮ | S i l u r | Llandovery | Telychium    | 433,4 ⬍ 438,5 |
| ❮ | S i l u r | Llandovery | Aeronium     | 438,5 ⬍ 440,8 |
| ❮ | S i l u r | Llandovery | Rhuddanium   | 440,8 ⬍ 443,4 |
| ❮ | früher    | früher     | früher       | älter         |

Das Ludfordium ist in der Erdgeschichte die untere chronostratigraphische Stufe der Ludlow-Serie des Silur. In absoluten Zahlen ausgedrückt (geochronologisch) reicht die Stufe von etwa 425,6 Millionen Jahren bis etwa 423 Millionen Jahren. Die Stufe folgt auf das Gorstium und wird von der Pridolium-Serie abgelöst, die nicht in Stufen unterteilt ist.

## Namensgebung und Geschichte
Die Stufe ist nach Ludford Park und der Ludford-Brücke (über den Fluss Teme) in der Nähe von Ludlow (Shropshire, England) benannt. Der Name wurde von den englischen Geologen Charles H. Holland, James D. Lawson, Victor G. Walmsley und Dennis E. White 1980 vorgeschlagen. In dem Ludfordium begann außerdem ein kleines Aussterbeereignis: Das Lau-Event.

## Definition und GSSP
Die Untergrenze der Stufe ist nur ungenau definiert. Sie liegt nahe der Basis der Saetograptus leintwardinensis-Graptolithen-Zone. Die Obergrenze (und gleichzeitig die Untergrenze des Pridoliums) wird durch das Erstauftreten der Graptolithen-Art Monograptus parultimus festgelegt. Das offizielle Referenzprofil der Internationalen Kommission für Stratigraphie (GSSP = "Global Stratotype Section and Point") ist im Sunnyhill-Steinbruch bei Ludlow (Shropshire, England).

## Untergliederung
Das Ludfordium in vier Conodonten-Zonen und drei Graptolithen-Zonen untergliedert werden, die jedoch unterschiedliche Reichweiten habe.
Conodonten:
- Ozarkodina crispa-Zone
- Ozarkodina snajdri-Zone
- Polygnathoides siluris-Zone
- Ancoradella ploeckensis-Zone (diese Zone beginnt bereits in der Gorstium-Stufe)

Graptolithen:
- Monograptus formosus-Zone
- Neocucullograptotus koslowskii/Polonograptus podoliensis-Zone
- Saetograptus leintwardinensis-Zone